# Bolónino
Bolónino (en rus: Болонино) és un poble de l'óblast de Kursk, a Rússia, que en el cens del 2010 tenia 12 habitants. Pertany al districte rural de Fatej.